# Roberto Martínez Rípodas
Roberto Martínez Rípodas, detto Tiko (Pamplona, 15 settembre 1976), è un ex calciatore spagnolo, di ruolo centrocampista.